# Apogonia ohmomoi
Apogonia ohmomoi är en skalbaggsart som beskrevs av Miyake 1989. Apogonia ohmomoi ingår i släktet Apogonia och familjen Melolonthidae. Inga underarter finns listade i Catalogue of Life.